# Laurent Pichon
Laurent Pichon (Quimper, 19 juli 1986) is een Frans voormalig wielrenner die in 2023 zijn carrière afsloot bij Team Arkéa Samsic. Na zijn actieve carrière werd hij ploegleider bij diezelfde ploeg. In 2010 won Pichon de Franse titel op de scratch.

## Baanwielrennen

### Palmares
| Jaar | FK                   | EK | WK | Overig |
| ---- | -------------------- | -- | -- | ------ |
| 2010 | Scratch              |    |    |        |
| 2011 | Ploegenachtervolging |    |    |        |

## Wegwielrennen

### Overwinningen
2010
7e etappe Ronde van Normandië
2011
3e etappe deel B Circuit des Ardennes
Eindklassement Kreiz Breizh Elites
2012
Eindklassement Boucles de la Mayenne
2017
Classic Loire-Atlantique
Route Adélie de Vitré
Eindklassement Coupe de France

### Resultaten in voornaamste wedstrijden
| Jaar | Ronde van Italië | Ronde van Frankrijk | Ronde van Spanje |
| ---- | ---------------- | ------------------- | ---------------- |
| 2010 |                  |                     |                  |
| 2011 |                  |                     |                  |
| 2012 |                  |                     |                  |
| 2013 | 163e             |                     |                  |
| 2014 | 129e             |                     |                  |
| 2015 |                  |                     | 111e             |
| 2016 |                  |                     | opgave           |
| 2017 |                  | 125e                |                  |
| 2018 |                  | 98e                 |                  |
| 2019 |                  |                     |                  |
| 2020 |                  |                     |                  |
| 2021 |                  |                     |                  |
| 2022 |                  |                     |                  |
| 2023 |                  | 124e                |                  |

| Jaar | Milaan-San Remo | Parijs-Roubaix | Amstel Gold Race | Luik-Bast.‑Luik | Waalse Pijl | Parijs-Tours | Eschborn-Frankfurt |
| ---- | --------------- | -------------- | ---------------- | --------------- | ----------- | ------------ | ------------------ |
| 2010 |                 |                |                  |                 |             | 149e         |                    |
| 2011 |                 |                |                  |                 |             | 26e          | 5e                 |
| 2012 |                 | opgave         |                  |                 |             | 5e           |                    |
| 2013 |                 |                |                  | opgave          | 65e         | 44e          |                    |
| 2014 |                 |                |                  | 92e             | 83e         | 109e         |                    |
| 2015 | 33e             |                | 124e             | 78e             | opgave      | opgave       |                    |
| 2016 |                 |                |                  | 74e             | 72e         |              |                    |
| 2017 |                 |                |                  |                 |             | 162e         |                    |
| 2018 |                 |                |                  | opgave          |             |              |                    |
| 2019 |                 |                |                  |                 |             |              |                    |
| 2020 | 121e            |                |                  | opgave          |             |              |                    |
| 2021 |                 |                | 76e              | 43e             | 97e         |              |                    |
| 2022 | 76e             | 8e             |                  |                 |             | 49e          |                    |
| 2023 |                 |                |                  |                 |             |              |                    |

## Ploegen
- 2010 –  Bretagne-Schuller
- 2011 –  Bretagne-Schuller
- 2012 –  Bretagne-Schuller
- 2013 –  FDJ.fr[a]
- 2014 –  FDJ.fr
- 2015 –  FDJ
- 2016 –  FDJ
- 2017 –  Fortuneo-Oscaro[b]
- 2018 –  Team Fortuneo-Samsic
- 2019 –  Team Arkéa Samsic
- 2020 –  Team Arkéa Samsic
- 2021 –  Team Arkéa Samsic
- 2022 –  Team Arkéa Samsic
- 2023 –  Team Arkéa Samsic

Bideau · Bonsergent · Delpech · Duret · Gonzalo · Guillou · Halleguen · Hardy · Jégou · Jouanno · Le Bon · Lelarge · Malacarne · Pichon · Vachon
Berthou · Bideau · Blot · Bonsergent · Calzati · Delpech · Dion · Duret · Fonseca · Guillou · Halleguen · Hardy · Le Bon · Malacarne · Pichon · Vachon · Barguil (stagiair) · Mallegol (stagiair)
Berthou · Bideau · Blot · Champion · Delpech · Dion · Duret · Fonseca · Guillou · Halleguen · Hardy · Le Bon · Lequatre · Malacarne · Pichon · Vachon
Bonnet ·
Boucher ·
Bouhanni ·
Casar ·
Courteille ·
Delage ·
Démare ·
Elissonde ·
Fédrigo ·
Fischer ·
Geniez ·
Geslin ·
Jeannesson ·
Ladagnous ·
Le Bon ·
Mangel ·
Mourey ·
Offredo ·
Pichon ·
Pineau ·
Pinot ·
Rollin ·
Roux ·
Roy ·
Soupe ·
Vaugrenard ·
Veikkanen ·
Vichot ·
Viennet ·
Guérin (stagiair) ·
Le Gac (stagiair) ·
Poitevin (stagiair) 
Bonnet · Boucher · Bouhanni · Chavanel · Courteille · Delage · Démare · Elissonde · Fédrigo · Fischer · Geniez · Geslin · Jeannesson · Ladagnous · Le Bon · Le Gac · Lecuisinier · Mangel · Mourey · Offredo · Pichon · Pineau · Pinot · Roux · Roy · Soupe · Vaugrenard · Veikkanen · Vichot · Viennet · Manzin (stagiair) · Martin (stagiair) · Sarreau (stagiair)
Bonnet · Boucher · Chavanel · Courteille · Delage · Démare · Elissonde · Fischer · Geniez · Geslin · Jeannesson · Ladagnous · Le Bon · Le Gac · Lecuisinier · Manzin · Morabito · Mourey · Offredo · Pichon · Pineau · Pinot · Reza · Roux · Roy · Sarreau · Vaugrenard · Veikkanen · Vichot · Doubey (stagiair) · Fournier (stagiair) · Gesbert (stagiair)
Bonnet · Chavanel · Courteille · Delage · Démare · Eiking · Elissonde · Fischer · Fournier · Geniez · Hoelgaard · Konovalovas · Ladagnous · Le Bon · Le Gac · Lecuisinier · Maison · Manzin · Morabito · Offredo · Pichon · Pineau · Pinot · Reichenbach · Reza · Roux · Roy · Sarreau · Vaugrenard · Vichot · Doubey (stagiair) · Gaudu (stagiair) · Vincent (stagiair)
Bonnamour · Bouet · Corbel · Daniel · Delaplace · Feillu · Fonseca · Gérard · Gesbert · Hardy · Jarrier · Jeannesson · Ledanois · McLay · Mourey · Périchon · Pichon · Sepúlveda · Vachon · Vallée · Guernalec (stagiair) · Molly (stagiair) · Riou (stagiair)
Barguil · Bonnamour · Bouet · Carbel · Daniel · Delaplace · Feillu · Fonseca · Gérard · Gesbert · Hardy · Jarrier · Le Roux · Ledanois · Lunke · Maison · Moinard · Périchon · Pichon · Russo · Vachon · Welten
Barguil · Bonnamour · Bouet · Daniel · Delaplace · Feillu · Gesbert · Greipel · Guernalec · Hardy · Jarrier · Le Roux · Ledanois · Maison · Moinard · Pichon · Riou · Russo · Swift (vanaf 10 mei) · Vachon · Wagner · Welten · Doleatto (stagiair) · Jarnet (stagiair) · Lecamus-Lambert (stagiair)
Anacona · Barguil · Bonnamour · Boudat · Bouet · Bouhanni · Declercq · Delaplace · Gesbert · Grondin · Guernalec · Hardy · Jarrier · Le Roux · Ledanois · Louvel · McLay · Noppe · Owsian · Pichon · D. Quintana · N. Quintana · Riou · Rosa · Russo · Swift · Vachon · Welten · Lecamus-Lambert (stagiair) · Vauquelin (stagiair)
Anacona · Barguil · Barré (vanaf 1/8) · Bouet · Bouhanni · Capiot · Declercq · Delaplace · Edet · Flórez · Gesbert · Grondin · Guernalec · Guglielmi · Hardy · Hofstetter · Ledanois · Louvel · McLay · Noppe · Owsian · Pajur · Pichon · D. Quintana · N. Quintana · Ries · Riou · Russo · Swift · Vauquelin · Verre · Clynhens (stagiair) · Costiou (stagiair) · Thierry (stagiair)
Barguil · Barré · Biermans · Bouet · Bouhanni · Capiot · Champoussin · Costiou · Dekker · Delaplace · Démare (vanf 1/8) · Edet · Gesbert · Grondin · Guernalec · Guglielmi · Hofstetter · Le Berre · Ledanois · Louvel · McLay · Mozzato · Owsian · Pichon · Ponomar (tot 31/7) · Ries · Riou · Rodríguez · Russo · Vauquelin · Verre · Dauphin (stagiair) · Gillet (stagiair) · Tjøtta (stagiair)